# Shangaïer
Un shangaïer (ou, selon OQLF, shangaier), du verbe anglais to shangai, « embarquer de force », était un homme enrôlé, par force ou par ruse, pour compléter un équipage sur le départ, principalement dans les ports de la côte ouest des États-Unis au XIXe siècle. Ce type d'embarquement, en état d'ivresse, est appelé shangaïage.
Avec l'expansion de la marine à voile au long cours, la demande en matelots est devenue de plus en plus forte. Les difficultés du métier et la longueur des voyages, alliées à une paye peu motivante, faisaient que les capitaines avaient du mal à se constituer un équipage complet. Certains, peu scrupuleux, n'hésitaient pas, quelques heures avant l'appareillage, à soûler quelques pauvres gens dans les bistrots près du port ou à soudoyer quelques responsables de la police pour enlever de force des gens dans les prisons de la ville. Les exemples sont nombreux de marins qui, à peine rentrés au port d'un long périple et ayant fait de fortes « libations » pour fêter ce retour, se retrouvaient repartis le lendemain même. 
Les malheureux, quelquefois sans aucune expérience maritime, se réveillaient au large sur un bateau parti pour un voyage de plusieurs mois (jusqu'à Shanghai...) ou une campagne de pêche à la morue ou la baleine, sans espoir de pouvoir être débarqués avant la fin du voyage. Certains se faisaient à cette vie mais, globalement, ils vivaient extrêmement mal cette expérience et étaient souvent les premières victimes des accidents de ces métiers difficiles.

## Marchands d'hommes
Le procédé existait plus ou moins dans tous les ports du monde, mais d'après les mémorialistes de la marine à voile comme Basil Lubbock ou le Cdt Hayet, le shangaïage était une véritable industrie sur les ports de la côte ouest des États-Unis (Portland, Tacoma, Seattle et surtout San Francisco), peut-être à cause de l'épisode de la Ruée vers l'or (qui vit des centaines de navires désertés par leurs matelots tentés par le mirage des placers).
Dans ces ports sévissaient des « marchands d'hommes » (terme français) ou « boarding masters » (terme officiel en anglais mais le mot argotique et usuel était « crimp ».)
Liés à la pègre et aux milieux interlopes des quais, mais aussi et surtout à la police locale (souvent corrompue), les marchands d'hommes avaient pignon sur rue et touchaient une commission du capitaine par tête de matelot, sinistrement dénommée « blood money ».
Tout n'allait pas toujours sans heurts : à Portland (Oregon), le capitaine Batchelor du trois mâts anglais Cedarbank, furieux de l'audace du « crimp » local (trois de ses matelots avaient été enlevés en ville et le marchand d'hommes venait en canot proposer ses services au tarif double) fit larguer l'enclume du bord sur le canot, obligeant le marchand d'hommes et ses sbires à rentrer à la nage… La vengeance ne tarda pas : le shériff local, frère du marchand d'hommes, lui infligea un mois de prison mais le second du navire, loyal et efficace, parvint malgré tout à faire effectuer le chargement et le navire put repartir avec un équipage réduit complété par un jockey, deux ouvriers agricoles et quelques autres « éléphants » absolument pas marins, une escroquerie fréquente chez les « crimps » de la côte Ouest des États-Unis.
L'un des pires « crimps » de San Francisco, un certain Brown, connu sous le nom de Shanghaï Brown, se vit rendre la monnaie de sa pièce en 1896. Les novices (apprentis matelots) du Springburn, un quatre-mâts barque  anglais (plus tard Alexandre sous pavillon français et coulé par un U-Boot en août 1917) étaient une équipe de jeunes gaillards, athlétiques et téméraires. Ils n'hésitèrent pas à attirer Shanghaï Brown dans un guet-apens, à l'assommer et le droguer, puis à l'entortiller dans un ballot de linge qu'un blanchisseur chinois livra à bord juste avant l'appareillage. Réveillé à coups de botte alors que le navire était déjà loin des côtes, il put goûter aux joies du métier de matelot lors d'un retour hivernal en Europe par le cap Horn… Ces anecdotes célèbres sont citées notamment dans Sixpence for the wind : a knot of nautical Folklore de Malcolm Archibald (1998).
Un roman d'aventures, Le Shangaïé, d'André Le Gal, a été tiré de ces épisodes quelquefois sordides de la navigation (1986).

### Chanson de marins
Une des plus célèbres shanties  (chansons de marins anglo-saxons) intitulée Blow the man down (en) (littéralement « Cogne le matelot » ) dont il existe d'innombrables versions modifiées par la transmission orale, narre non seulement les mauvais traitements à bord (le « bosco » — maître d'équipage — cogne sur le narrateur à coups de tangon) mais aussi un épisode tragi-comique de shangaïage caractérisé, dans la version qui fut popularisée par le grand folksinger Woody Guthrie :
Un naïf matelot, fraichement débarqué à Liverpool, se promène sur Paradise street (la rue de la soif et des plaisirs de ce grand port anglais), il est racolé par une accorte demoiselle :
" She was Round in the counter and bluff in the bow" (traduction libre : Elle avait la poupe arrondie et des jolis bossoirs sur l'avant") dont le "port d'attache" est une boîte de nuit nommée "The black arrow" qui l'invite à naviguer de conserve avec elle vers le "Shakespeare" (autre débit de liqueurs fortes)... et au-delà, vers une longue tournée des lieux de plaisir de Liverpool. Tout en cheminant , elle l'informe qu'un beau trois-mâts carré est en instance d'appareillage pour New York. Le triste héros de l'histoire se réveille à bord de ce navire avec la gueule de bois... et fait connaissance avec les brutalités de rigueur à bord des navires américains de l'époque ("devilish hard treatment of the highest degree") et conclut amèrement par ce conseil : "N'accordez aucune confiance à ce que disent les jolies filles".